# Lédergues
Lédergues é uma comuna francesa na região administrativa de Occitânia, no departamento de Aveyron. Estende-se por uma área de 36,31 km². Em 2010 a comuna tinha 660 habitantes (densidade: 18,2 hab./km²).